# Strond
Strond er en nedlagt bygd på Færøerne. Den ligger i Klaksvíkar kommuna på Borðoy, og er forbundet med Haraldssund på Kunoy via en vejdæmning. Strond var tidligere en beboet bygd, der første gang er nævnt i skriftlige kilder i 1584. Omkring 1930 blev bygden affolket, og siden har ingen boet der. I dag er stedet mest kendt for at huse et vigtigt kraftværk, Strond kraftværk.